# Asylum (album de Disturbed)
Pour les articles homonymes, voir Asylum.
Albums de Disturbed
Indestructible
(2008) The Lost Children
(2011)
Asylum est le 5e album studio du groupe de Nu metal américain Disturbed, il est sorti le 31 août 2010.

## Liste des chansons
| No  | Titre                                                         | Durée |
| --- | ------------------------------------------------------------- | ----- |
| 1.  | Remnants                                                      | 2:44  |
| 2.  | Asylum                                                        | 4:37  |
| 3.  | The Infection                                                 | 4:07  |
| 4.  | Warrior                                                       | 3:24  |
| 5.  | Another Way To Die                                            | 4:13  |
| 6.  | Never Again                                                   | 3:33  |
| 7.  | The Animal                                                    | 4:13  |
| 8.  | Crucified                                                     | 4:35  |
| 9.  | Serpentine                                                    | 4:07  |
| 10. | My Child                                                      | 3:15  |
| 11. | Sacrifice                                                     | 3:59  |
| 12. | Innocence                                                     | 4:30  |
| 13. | Living After Midnight                                         | 4:18  |
| 14. | Bonus : I Still Haven't Found What I'm Looking For (U2 Cover) | 5:26  |
| 15. | Bonus : Leave It Alone                                        | 4:06  |
| 16. | Bonus : Down With The Sickness (Live)                         | 5:53  |
| 17. | Bonus : Stricken (Live)                                       | 4:17  |

## Composition du groupe
- David Draiman – chants
- Dan Donegan – guitare
- John Moyer – basse
- Mike Wengren – batterie, percussions

## Certifications
| Pays                    | Certification | Unités certifiées |
| ----------------------- | ------------- | ----------------- |
| Australie (ARIA)        | Or            | 35 000            |
| États-Unis (RIAA)       | Or            | 500 000           |
| Nouvelle-Zélande (RMNZ) | Or            | 75 000            |
| Royaume-Uni (BPI)       | Argent        | 60 000            |